# Павелич, Анте (1869–1938)
Анте Павелич (хорв. Ante Pavelić; 19 мая 1869 — 11 февраля 1938) — хорватский и югославский дантист и политик.
В хорватских источниках его обычно называют Старшим (хорв. stariji) или Дантистом (хорв. zubar), отличая его таким образом от более известного хорватского фашистского лидера и политика Анте Павелича, который был на 20 лет моложе Павелича Старшего и был членом другой Партии права.
С 1906 года Павелич был депутатом Хорватского сабора от Партии права, члены которой имели прозвище милиновцы (хорв. Milinovci) по имени их лидера — Миле Старчевича.
2-3 марта 1918 года Павелич был председателем на конференции, где была принята Загребская резолюция. 5 октября 1918 года он также председательствовал на первой сессии Народного совета Государства словенцев, хорватов и сербов. 19 октября Павелич был избран вице-президентом Народного совета. Он также является автором декларации хорватского парламента от 29 октября 1918 года, в которой Народный совет официально провозглашался высшим властным органом в Хорватии.
Павелич в числе других начал вести переговоры с Душаном Симовичем, посланником Сербии в Народном совете, сразу после того, как 13 октября 1918 года Венгрия подписала перемирие с Союзниками. Симович заявил, что их военная победа и договор с Венгрией даёт им право на большую часть территории Государства словенцев, хорватов и сербов, тогда как Павелич сказал, что они хотят объединения с Сербией, но им нужно федеративное государство, а также разграничение хорватского и сербского населения, предполагающее их перемещение. Симович отверг разговоры о федерализации, а Павелич уступил, после чего ни по одному из вопросов дальнейших обсуждений не было.
1 декабря 1918 года в качестве представителя Народного совета он зачитал заявление об объединении Государства словенцев, хорватов и сербов с Королевством Сербия в Королевство сербов, хорватов и словенцев.
Впоследствии Павелич вступил в югославскую Демократическую партию, а в 1932 году стал спикером Сената Королевства Югославия.